# Fotbal Club Bihor Oradea
Le FC Bihor Oradea est un club roumain de football basé à Oradea.

## Historique
- 1958 : fondation du club sous le nom de Crișul Oradea
- 1972 : le club est renommé FC Bihor Oradea

## Palmarès
- Championnat de Roumanie de deuxième division
  - Champion : 1963, 1971, 1975, 1982, 1988
  - Vice-champion : 1968, 1973, 1974, 1980, 1993, 2003, 2006, 2011

- Championnat de Roumanie de troisième division
  - Champion : 1998

## Anciens joueurs
- Marin Ion
- Claudiu Keserü
- Zsolt Muzsnay
- Adrian Negrău
- Iosif Rotariu
- Ion Zare